# 临界融合频率
临界融合频率（critical fusion frequency，CFF）又称闪光临界融合频率、临界闪烁融合频率、闪烁融合阈值（flicker fusion threshold），是描述闪烁光源发光特性的一个物理量，属于视觉心理物理学中的一个概念。
CFF的操作型定义为给予被试者一连串的闪光刺激，在闪光频率较低的时候，被试者可以感受到较明显的闪烁；当闪光的闪烁频率增高到一定水平时，被试者的闪烁感觉消失，从而产生稳定光亮的感觉，这个“临界频率”就叫做临界融合频率，即：CFF以其闪烁频率刚刚达到某一稳定状态时所对应的频率值表示。
临界融合现象与视觉暂留效应有关。尽管闪光可以以很多种波形表现出来，传统的研究中仍然使用正弦调制的视觉刺激。
有6个决定我们的视觉系统是否能够监测到闪光的参数：
1. 调制频率
2. 调制幅度，也就是亮度变化的范围
3. 亮度均值
4. 光照的波长范围
5. 闪光照射在视网膜上的位置（不同的位置对应了不同类型的感光细胞）
6. 亮暗适应的程度，如果前面曝光过强，就会影响后续对闪光的监测。

和所有的心理物理中的阈值一样，临界融合频率是一个统计值而并非一个绝对值。因此，在一个频率范围之内，就会感觉到时而能够看到闪光，时而看不到闪光。临界融合频率指的是有50%的概率能够检测到闪光的频率。

## 解释
只要调制频率保持在融合阈值以上，就可以通过改变明暗的相对持续时间来改变感知到的强度。延长暗期可以使图像变暗；因此，有效亮度和平均亮度相等。这被称为塔尔博特定律。 与所有心理物理阈值一样，闪烁融合阈值是一个统计量，而不是绝对量。在一个频率范围内，闪烁有时可见，有时不可见，而阈值是指在 50% 的试验中检测到闪烁的频率。
视觉系统中的不同点具有非常不同的临界闪烁融合率 (CFF) 灵敏度；对于给定的调制幅度，感知的总体阈值频率不能超过其中最慢的频率。每种细胞类型对信号的整合方式都不同。例如，视杆感光细胞对光极其敏感，能够检测到单个光子，但反应迟钝，哺乳动物的时间常数约为 200 毫秒。相比之下，视锥细胞虽然强度敏感度低得多，但时间分辨率比视杆细胞好得多。对于视杆细胞和视锥细胞介导的视觉，融合频率都随着照度强度的增加而增加，直到达到对应于每种视觉类型的最大时间分辨率的平台期。视杆细胞介导的视觉的最大融合频率在约 15 赫兹 (Hz) 处达到平台期，而视锥细胞在非常高的照度强度下可观察到的平台期约为 60 Hz。
除了随着平均照度强度的增加而增加外，融合频率还随着调制程度（呈现的光强度最大相对降低）的增加而增加；对于每个频率和平均照度，都有一个特征调制阈值，低于该阈值就无法检测到闪烁，并且对于每个调制深度和平均照度，都有一个特征频率阈值。这些值随照射波长的不同而变化，这是因为感光器灵敏度与波长有关，并且它们也随视网膜内照射位置的不同而变化，这是因为视锥细胞集中在包括中央凹和小凹在内的中央区域，而视杆细胞在视网膜周边区域占主导地位。

## 技术考虑

### 显示帧率
闪烁融合在所有呈现动态图像的技术中都很重要，几乎所有这些技术都依赖于呈现快速连续的静态图像（例如，电影胶片、电视节目或数字视频文件中的帧）。如果帧率低于给定观看条件下的闪烁融合阈值，观察者就会感觉到闪烁，并且影片中物体的运动会显得不连贯。为了呈现动态图像，人类闪烁融合阈值通常取 60 到 90 赫兹之间，但在某些情况下，它可能高出一个数量级。 实际上，自无声电影时代以来的电影都是以每秒 24 帧的速度录制，并通过将每一帧中断两到三次来显示，闪烁频率为 48 或 72 赫兹。电视通常以每秒 50 或 60 帧或隔行扫描场的速度播放。
闪烁融合阈值并不能阻止对高帧率的间接检测，例如幻影阵列效应或车轮效应，因为在实验性的 480 赫兹显示器上仍然可以看到有限帧率对人眼可见的副作用。

### 显示刷新率
阴极射线管 (CRT) 显示器通常以 60 赫兹的垂直扫描频率运行，与其显示的SDTV内容相同，这会导致明显的闪烁。其他脉冲技术（如等离子显示器）也是如此。有些系统可以将刷新率提高到更高的值，如 72、75、100 或 120 赫兹，以缓解这个问题，但即使更快的刷新率是源素材帧率的整数倍以消除画面抖动，如果没有更高帧率的源素材，这也会导致感知到重复的图像。 采样保持技术（如LCD或OLED）上的任何闪烁都与刷新率无关，也不太明显，而是来自偶然的设计缺陷，如荧光背光、PWM调光或时间抖动，所有这些缺陷在一些完全不闪烁的设备上都被消除了。由于采样保持屏幕固有的动态模糊，在优先考虑准确的运动感知而不是用户疲劳的应用中，可以通过背光选通或黑帧插入等技术重新引入正确类型的闪烁。

### 照明
闪烁在家庭（交流电）照明领域也很重要，在该领域中，电气负载的变化会导致明显的闪烁，从而可能对电力用户造成很大干扰。大多数电力供应商都设定了最大闪烁限制，并努力满足家庭用户的需求。
使用传统电磁镇流器的荧光灯以电源频率的两倍闪烁。电子镇流器不会产生光闪烁，因为荧光粉的余辉时间比 20 千赫兹的较高工作频率的半个周期还要长。电磁镇流器产生的 100-120 赫兹闪烁会导致头痛和眼疲劳。
临界闪烁融合阈值高的人尤其容易受到带有电磁镇流器的荧光灯具发出的光线的影响：他们的脑电图 α 波明显减弱，他们在执行办公室任务时的速度更快，但准确性降低。使用电子镇流器则不会出现这些问题。 普通人在使用高频（20-60 千赫兹）电子镇流器时比使用电磁镇流器时阅读效果更好， 尽管这种影响很小，除非在高对比度的情况下。
即使使用电磁镇流器，荧光灯的闪烁速度也很快，不太可能对癫痫患者构成危害。 早期研究怀疑带有电磁镇流器的荧光灯的闪烁与刻板行为之间存在关系自闭症儿童。 然而，这些研究存在解释问题， 并且没有被重复。
LED 灯通常不会受益于荧光粉余辉带来的闪烁衰减，但白色 LED 是一个明显的例外。在扫视期间，人类可以感知到高达 2000 赫兹（2 千赫兹）的闪烁频率， 并且建议使用高于 3000 赫兹（3 千赫兹）的频率以避免对人类生物学的影响。

## 视觉现象
在某些情况下，在高速眼动（扫视）或物体运动的情况下，可以通过“幻影阵列”效应看到超过 2000 赫兹（2 千赫兹）的闪烁。 快速移动的闪烁物体在视野中快速移动（通过物体运动或眼球运动，如转动眼球），会导致出现点状或多色模糊，而不是连续模糊，就好像它们是多个物体一样。 频闪观测器有时被用来有意地产生这种效果。 
一些特殊效果，例如在户外活动中常见的某些类型的电子荧光棒，在静止时看起来是纯色，但在挥动时会产生多色或点状模糊。这些通常是基于 LED 的荧光棒。LED 上占空比的变化导致功耗降低，而闪烁融合的特性直接影响亮度变化。 当移动时，如果驱动 LED 的占空比频率低于闪烁融合阈值，则 LED 开/关状态之间的时间差变得明显，并且颜色在周边视觉中显示为均匀间隔的点。
一个相关的现象是彩虹效应，其中由于快速运动，相同物体的屏幕上不同位置会显示不同的颜色。

### 闪烁
“闪烁”是指在存在光刺激的情况下，对强度的视觉波动和不稳定性的感知，这种现象是由静态环境中的静态观察者看到的。人眼可见的闪烁频率高达 80 赫兹。

### 频闪效应
“频闪效应”有时被用来“定格”或研究重复运动中的细微差异。频闪效应是指当运动感知发生变化时发生的现象，这种现象是由动态环境中的静态观察者看到的光刺激引起的。频闪效应通常发生在 80 到 2000 赫兹的频率范围内， 尽管对于一部分人来说，它可以远远超过 10,000 赫兹。

### 幻影阵列
幻影阵列，也称为重影效应，是指物体形状和空间位置的感知发生变化时出现的现象。这种现象是由光刺激与静态环境中观察者的快速眼动（扫视）相结合造成的。与频闪效应类似，幻影效应也会在类似的频率范围内发生。鼠标箭头是幻影阵列效应的一个常见例子。 

## 非人类物种
闪烁融合阈值也因物种而异。2014 年一项关于动物临界融合频率的调查发现，海蟾蜍（Bufo marinus）的临界融合频率最低（6.7 赫兹），而黑火甲虫（Melanophila acuminate）的临界融合频率最高（400 赫兹）。 对不同鸟类的估计值从 40 赫兹到 140 赫兹不等，较高的值往往与运动速度较快的物种有关。 许多哺乳动物视网膜中的视杆细胞比例高于人类，而且它们可能也具有更高的闪烁融合阈值。这在狗身上已经得到证实。
如果某些动物认为人造光在闪烁，那么这种厌恶效应可能会对动物福利和保护构成问题。然而，那些最容易感知到闪烁的动物往往是在明亮光线下活动的昼行性物种，因此最不可能在圈养环境之外接触到人造光。 体型和代谢率是与闪烁融合阈值变化相关的另外两个因素：体型小、代谢率高的动物往往具有较高的闪烁融合阈值。